# Мышовка Штранда
Мышо́вка Штра́нда (лат. Sicista  strandi) — вид грызунов из семейства мышовковых (Zapodidae). Видовое название дано в честь норвежского энтомолога Эмбрика Штранда (1876—1947). Распространены в степях и лесостепях Украины и юга Европейской части России: от юга Курской области до Кавказа, где встречается на высоте до 2100 м. На востоке ареал, по-видимому, ограничен Волгой. Популяции из горных районов характеризуются более яркой окраской.

## Вид-двойник
Мышовки Штранда по внешнему строению неотличимы от представителей другого вида грызунов — лесных мышовок (Sicista betulina). Отличия между этими видами состоят в строении бакулюма (костного скелета пениса), который у самцов мышовок Штранда характеризуется большей длиной и отсутствием дистального расширения на вершине стержня. Диплоидное число хромосом мышовки Штранда — 44.